# كيفن كونواي (لاعب هوكي جليد)
كيفن كونواي هو لاعب هوكي جليد كندي، ولد في 13 يوليو 1963 في سو ساينت ماري في كندا.

## وصلات خارجية
- كيفن كونواي على موقع HockeyDB.com (الإنجليزية)